# La Victoria
La Victoria (z hiszp. zwycięstwo) – miasto w Wenezueli, w stanie Aragua.
La Victoria znana jest z bitwy o niepodległość 12 lutego 1814 roku, gdzie José Félix Ribas doprowadził młode i niedoświadczone wojsko do zwycięstwa nad José Bovesem.